# Calophyllum molle
Calophyllum molle är en tvåhjärtbladig växtart som beskrevs av George King. Calophyllum molle ingår i släktet Calophyllum och familjen Calophyllaceae. Inga underarter finns listade i Catalogue of Life.